# Kolenchyma kątowa
Kolenchyma kątowa – część kolenchymy zbudowana z komórek żywych (często z chloroplastami) mająca celulozowo-pektynowe wzmocnienia w narożnikach, czyli miejscu styku kilku komórek. Kolenchyma kątowa występuje między innymi w ogonkach liściowych rodzaju Ficus. Komórki kolenchymy nadają roślinie sztywność i elastyczność, chronią przed złamaniem i działaniem wiatru. Utrzymują roślinę w pozycji pionowej.